# Jachyra
Jachyra è un personaggio della trilogia di Shannara scritta da Terry Brooks. Appare nel terzo romanzo della serie di Shannara, La Canzone di Shannara.

## Storia
La Jachyra è un essere malvagio di un'altra era che le creature magiche avevano allontanato dal mondo in un'epoca antecedente alla creazione, da parte degli Elfi, del Divieto.
La creatura malvagia ha l'aspetto quasi umano, si erge retta sulle zampe posteriori, ma è ingobbita e ha braccia lunghe e potenti con mani e piedi dotati di artigli come uncini; la pelle del corpo è rossastra ed è ricoperta di lunghi peli.
Viene liberata dalla magia delle Mortombre per uccidere il druido Allanon alla ricerca dell'Ildatch, il libro della magia nera. La malvagità della creatura si evince in tutta la sua drammaticità durante lo scontro tra essa e Allanon; la magia del Druido non ferma il mostro che sembra essere indenne e nutrirsi del dolore. Durante il combattimento ferisce Allanon mortalmente; solo con un estremo atto finale la magia del druido riesce a fermarla incenerendola, ma per lui è ormai troppo tardi. La sua ora è ormai giunta e si ricongiunge con l'ombra del padre Bremen.
La Jachyra compare in un altro memorabile combattimento contro il maestro d'armi Garet Jax; anche in quest'occasione la creatura malvagia di un'altra era mostra tutto il suo odio e la capacità di nutrirsi del dolore. Anche in questo caso l'epilogo del combattimento è mortale per entrambi i contendenti.